# Temporale di neve

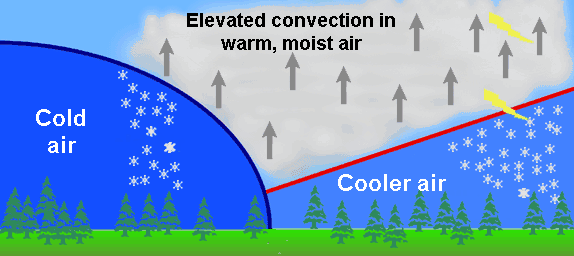
Schema di formazione di un temporale di neve.

In meteorologia il temporale di neve è un fenomeno atmosferico che consiste in una precipitazione nevosa di tipo temporalesco accompagnata da fulmini. Il fenomeno, da non confondere con la grandine, è estremamente raro in quanto può avvenire con una combinazione di fattori che difficilmente si verificano contemporaneamente. Il temporale di neve è infatti rarissimo in Europa meridionale, dove la stagione dei temporali solitamente è l'estate, mentre è più probabile negli Stati Uniti.

## Formazione
Il temporale di neve si verifica dal contrasto fra le correnti di aria fredda dell'atmosfera con quelle miti-umide del suolo, o più in generale fra diversi strati dell'atmosfera caratterizzati da temperature diverse, dove almeno in uno di questi la temperatura è sufficientemente bassa da produrre precipitazioni nevose. L'effetto dello scontro è una forte precipitazione al suolo in breve tempo. All'interno delle nubi si sviluppano forti correnti convettive che possono produrre tuoni e fulmini caratterizzando quindi il fenomeno temporalesco in atto.

## Tuoni e fulmini
Tuoni e lampi nel corso di una nevicata sono rari, ma non completamente assenti. I temporali con tuoni e fulmini, infatti, sono un fenomeno atmosferico che si manifesta per lo più nei mesi estivi, in primavera o in autunno. In inverno invece sono rare le condizioni alla base della loro formazione, che corrispondono a forti correnti convettive dovute ad una forte differenza di temperatura fra diverse correnti di aria. Durante la stagione fredda, il Sole rimane più basso all'orizzonte e le giornate sono più corte; in questo modo il suolo di norma non si scalda abbastanza da creare nell'atmosfera sovrastante le condizioni di instabilità necessarie per lo sviluppo dei temporali.
Può accadere però che si produca instabilità atmosferica se arriva aria molto fredda dalle aree polari. Questa, incontrando l'aria più calda che si trova, per esempio, a sud delle Alpi la innalza di quota. Si creano così cumulonembi con forti correnti verticali e si può innescare un temporale con neve al posto della pioggia se la temperatura del suolo è comunque abbastanza prossima allo zero da permetterlo.

## Frequenza e diffusione
I temporali di neve, corredati da lampi e tuoni, sono più frequenti nei paesi del Nord Europa e in alcune aree degli Stati Uniti e del Giappone, aree esposte alle discese di aria fredda polare, e si verificano più facilmente in tardo autunno e ad inizio primavera. È difficile assistervi; non solo perché sono rari, ma anche perché la neve attutisce i tuoni, che quindi non si sentono a grandi distanze dal punto in cui scaturisce il fulmine.
In Italia temporali di neve sono piuttosto rari e si verificano solitamente sulle coste o in mare aperto dallo scontro fra l'aria calda-umida del mare e l'aria fredda in arrivo dal nord, anche se occasionalmente possono verificarsi anche nell'appennino e nella pianura padana.